# Dohrniphora procera
Dohrniphora procera är en tvåvingeart som beskrevs av Borgmeier 1960. Dohrniphora procera ingår i släktet Dohrniphora och familjen puckelflugor. Inga underarter finns listade i Catalogue of Life.